# Politique à Saint-Pierre-et-Miquelon

## Forces politiques

### Partis politiques locaux
- Archipel demain (AD), fondé en 1985, proche de la droite (UDF puis UMP), détient actuellement la majorité au Conseil territorial et le siège de député (Stéphane Lenormand) depuis les élections législatives de 2022.
- Cap sur l'avenir (CSA), fondé en 2000, de centre, historiquement de centre gauche, proche de Renaissance et du Parti radical, détient l'unique siège de sénateur (Annick Girardin) depuis 2023 et dispose de la majorité dans les conseils municipaux des deux communes de l'archipel.
- Ensemble pour construire (EPC), fondé en 2006, de gauche, proche du Parti socialiste, dirigé par l'ancienne sénatrice Karine Claireaux, qui siège dans l'opposition au conseil municipal de Saint-Pierre.

### Anciens partis politiques locaux
- Défense des intérêts de l'archipel (DIA), fondé par le sénateur et député socialiste Marc Plantegenest.
- Pour la promotion et le développement de l'archipel, proche du Parti socialiste, fondé par le sénateur et député socialiste Albert Pen.

## Représentation politique et administrative

### Préfet
Le poste de préfet de Saint-Pierre-et-Miquelon est créé lors du changement de statut en 1976, l'archipel devenant un département d'outre-mer. Au 12 septembre 2023, le préfet de la collectivité territoriale de Saint-Pierre-et-Miquelon est le suivant :
|        | Identité    | Décret de nomination | Anciennes fonctions           |
| ------ | ----------- | -------------------- | ----------------------------- |
| Préfet | Bruno André | 13 juillet 2023,     | Sous-préfet de Pointe-à-Pitre |

### Député et circonscription législative

La collectivité territoriale comprend une circonscription unique regroupant les deux communes de l'archipel.
| Circonscription          | Nom                |  | Parti | Groupe | Suppléante    |
| ------------------------ | ------------------ |  | ----- | ------ | ------------- |
| Saint-Pierre-et-Miquelon | Stéphane Lenormand |  | AD    | LIOT   | Sandy Skinner |

Au titre du financement de la vie politique, Stéphane Lenormand est rattaché au parti Régions et peuples solidaires.

### Sénateur
Annick Girardin, ancienne ministre et députée, a été élue sénatrice lors du scrutin sénatorial du 24 septembre 2023. Elle succède à Stéphane Artano (AD), ancien président du conseil territorial, élu lors des sénatoriales de 2017.
|  | Identité        | Étiquette | Groupe | Autres mandats (passés ou actuels)                                                                                  |
|  | --------------- | --------- | ------ | --- |
|  | Annick Girardin | CSA       | RDSE   | Ministre de la Mer (2020 → 2022) Députée (2007 → 2014 et 2017) Conseillère générale puis territoriale (2000 → 2016) |

### Conseillers territoriaux
Le conseil territorial de Saint-Pierre-et-Miquelon compte 19 membres élus pour cinq ans. Lors du scrutin des 20 et 27 mars 2022, la liste « Archipel demain » conduite par Bernard Briand a remporté 15 sièges (12 à Saint-Pierre et 3 à Miquelon-Langlade) tandis que la liste « Cap sur l'avenir » dirigée par Annick Girardin a obtenu 4 sièges (3 à Saint-Pierre et 1 à Miquelon-Langlade). Quant à la liste « Ensemble pour construire » de Patrick Lebailly, elle n'a aucun élu.
Le 1er avril 2022, lors de la séance inaugurale du conseil territorial, Bernard Briand est réélu avec 15 voix et 4 bulletins blancs. Un nouveau conseil exécutif est par ailleurs désigné. Enfin, au cours de cette même session, Annick Girardin et René Michel (CSA) présentent leur démission et sont remplacés par leurs suivants de liste.
|                              |  |       |    |                   |                            |                    |  |  |  |  |  |  |  |  |
| Nom                          |  | Parti | N° | Section           | Groupe                     | Fonctions          |  |  |  |  |  |  |  |  |
| Bernard Briand               |  | AD    | 01 | Saint-Pierre      | Majorité - Archipel demain | Président          |  |  |  |  |  |  |  |  |
| Jacqueline André-Cormier     |  | AD    | 02 | Saint-Pierre      | Majorité - Archipel demain | 2e vice-présidente |  |  |  |  |  |  |  |  |
| Yannick Abraham              |  | AD    | 03 | Saint-Pierre      | Majorité - Archipel demain | 1er vice-président |  |  |  |  |  |  |  |  |
| Corinne Marsoliau Guibert    |  | AD    | 04 | Saint-Pierre      | Majorité - Archipel demain |                    |  |  |  |  |  |  |  |  |
| Claude Lemoine               |  | AD    | 05 | Saint-Pierre      | Majorité - Archipel demain | 4e vice-président  |  |  |  |  |  |  |  |  |
| Sandy Skinner                |  | AD    | 06 | Saint-Pierre      | Majorité - Archipel demain |                    |  |  |  |  |  |  |  |  |
| Jean-Louis Dagort            |  | AD    | 07 | Saint-Pierre      | Majorité - Archipel demain |                    |  |  |  |  |  |  |  |  |
| Annick Lafargue Salomon      |  | AD    | 08 | Saint-Pierre      | Majorité - Archipel demain |                    |  |  |  |  |  |  |  |  |
| André Le Bars                |  | AD    | 09 | Saint-Pierre      | Majorité - Archipel demain |                    |  |  |  |  |  |  |  |  |
| Naomi Haran                  |  | AD    | 10 | Saint-Pierre      | Majorité - Archipel demain | 5e vice-présidente |  |  |  |  |  |  |  |  |
| Gaël Arrossaména             |  | AD    | 11 | Saint-Pierre      | Majorité - Archipel demain |                    |  |  |  |  |  |  |  |  |
| Allison Dagort               |  | AD    | 12 | Saint-Pierre      | Majorité - Archipel demain |                    |  |  |  |  |  |  |  |  |
| Yannis Coste                 |  | AD    | 01 | Miquelon-Langlade | Majorité - Archipel demain | 3e vice-président  |  |  |  |  |  |  |  |  |
| Nolwen Desdouets             |  | AD    | 02 | Miquelon-Langlade | Majorité - Archipel demain |                    |  |  |  |  |  |  |  |  |
| Michel Detcheverry           |  | AD    | 03 | Miquelon-Langlade | Majorité - Archipel demain |                    |  |  |  |  |  |  |  |  |
| Annick Girardin              |  | CSA   | 01 | Saint-Pierre      | Cap sur l'avenir           |                    |  |  |  |  |  |  |  |  |
| Arnaud Orsiny                |  | CSA   | 02 | Saint-Pierre      | Cap sur l'avenir           |                    |  |  |  |  |  |  |  |  |
| Nathalie Poirier Arrossaména |  | CSA   | 03 | Saint-Pierre      | Cap sur l'avenir           |                    |  |  |  |  |  |  |  |  |
| René Michel                  |  | CSA   | 04 | Saint-Pierre      | Cap sur l'avenir           |                    |  |  |  |  |  |  |  |  |
| Roselle Bily                 |  | CSA   | 05 | Saint-Pierre      | Cap sur l'avenir           |                    |  |  |  |  |  |  |  |  |
| Franck Detcheverry           |  | CSA   | 01 | Miquelon-Langlade | Cap sur l'avenir           |                    |  |  |  |  |  |  |  |  |

### Maires
| Commune           | Maire              |  | Parti | Élection       | Population |
| ----------------- | ------------------ |  | ----- | -------------- | ---------- |
| Saint-Pierre      | Yannick Cambray    |  | CSA   | mai 2020       | 5 223      |
| Miquelon-Langlade | Franck Detcheverry |  | CSA   | septembre 2020 | 596        |

De 1892 à 1935, Saint-Pierre-et-Miquelon comptait une troisième commune, l'Île aux Marins (Île aux Chiens jusqu'en 1931), créée par détachement de la commune de Saint-Pierre.

## Résultats électoraux

### Élections présidentielles
| 1965                                               | 1965 | de Gaulle | UNR-UDT | 67,53 | Lecanuet   | MRP  | 16,37 | Tixier-Vignancour  | CTV                | 10,47              | Mitterrand         | CIR                | 2,55               | Marcilhacy         | PLE                | 1,70               |
| 1965                                               | 1965 | de Gaulle | UNR-UDT | 82,70 | Mitterrand | CIR  | 17,30 | Résultats complets | Résultats complets | Résultats complets | Résultats complets | Résultats complets | Résultats complets | Résultats complets | Résultats complets | Résultats complets |
| 1969                                               | 1969 | Pompidou  | UDR     | 76,42 | Poher      | CD   | 15,72 | Krivine            | LC                 | 2,36               | Duclos             | PCF                | 1,88               | Ducatel            | RAD                | 1,30               |
| 1969                                               | 1969 | Pompidou  | UDR     | 82,56 | Poher      | CD   | 17,44 | Résultats complets | Résultats complets | Résultats complets | Résultats complets | Résultats complets | Résultats complets | Résultats complets | Résultats complets | Résultats complets |
| 1974                                               | 1974 | Giscard   | RI      | 37,98 | Chaban     | UDR  | 32,51 | Mitterrand         | PS                 | 21,46              | Laguiller          | LO                 | 6,23               | Le Pen             | FN                 | 0,45               |
| 1974                                               | 1974 | Giscard   | RI      | 74,94 | Mitterrand | PS   | 25,06 | Résultats complets | Résultats complets | Résultats complets | Résultats complets | Résultats complets | Résultats complets | Résultats complets | Résultats complets | Résultats complets |
| 1981                                               | 1981 | Giscard   | UDF     | 57,85 | Mitterrand | PS   | 18,29 | Chirac             | RPR                | 7,24               | Lalonde            | MEP                | 4,18               | Laguiller          | LO                 | 3,71               |
| 1981                                               | 1981 | Giscard   | UDF     | 69,47 | Mitterrand | PS   | 30,53 | Résultats complets | Résultats complets | Résultats complets | Résultats complets | Résultats complets | Résultats complets | Résultats complets | Résultats complets | Résultats complets |
| 1988                                               | 1988 | Chirac    | RPR     | 34,98 | Mitterrand | PS   | 32,23 | Barre              | UDF                | 14,14              | Waechter           | LV                 | 8,42               | Le Pen             | FN                 | 4,93               |
| 1988                                               | 1988 | Chirac    | RPR     | 56,21 | Mitterrand | PS   | 43,79 | Résultats complets | Résultats complets | Résultats complets | Résultats complets | Résultats complets | Résultats complets | Résultats complets | Résultats complets | Résultats complets |
| 1995                                               | 1995 | Chirac    | RPR     | 33,97 | Balladur   | RPR  | 23,48 | Jospin             | PS                 | 17,31              | Le Pen             | FN                 | 7,51               | Laguiller          | LO                 | 6,41               |
| 1995                                               | 1995 | Jospin    | PS      | 60,87 | Chirac     | RPR  | 39,13 | Résultats complets | Résultats complets | Résultats complets | Résultats complets | Résultats complets | Résultats complets | Résultats complets | Résultats complets | Résultats complets |
| 2002                                               | 2002 | Chirac    | RPR     | 30,84 | Jospin     | PS   | 13,65 | Le Pen             | FN                 | 13,39              | Mamère             | LV                 | 8,60               | Laguiller          | LO                 | 6,23               |
| 2002                                               | 2002 | Chirac    | RPR     | 90,03 | Le Pen     | FN   | 9,97  | Résultats complets | Résultats complets | Résultats complets | Résultats complets | Résultats complets | Résultats complets | Résultats complets | Résultats complets | Résultats complets |
| 2007                                               | 2007 | Royal     | PS      | 26,64 | Sarkozy    | UMP  | 24,93 | Bayrou             | UDF                | 23,03              | Le Pen             | FN                 | 6,70               | Besancenot         | LCR                | 6,51               |
| 2007                                               | 2007 | Royal     | PS      | 60,86 | Sarkozy    | UMP  | 39,14 | Résultats complets | Résultats complets | Résultats complets | Résultats complets | Résultats complets | Résultats complets | Résultats complets | Résultats complets | Résultats complets |
| 2012                                               | 2012 | Hollande  | PS      | 33,75 | Sarkozy    | UMP  | 18,55 | Le Pen             | FN                 | 15,81              | Mélenchon          | FG                 | 15,17              | Bayrou             | MoDem              | 7,37               |
| 2012                                               | 2012 | Hollande  | PS      | 65,31 | Sarkozy    | UMP  | 34,69 | Résultats complets | Résultats complets | Résultats complets | Résultats complets | Résultats complets | Résultats complets | Résultats complets | Résultats complets | Résultats complets |
| 2017                                               | 2017 | Mélenchon | LFI     | 35,45 | Le Pen     | FN   | 18,16 | Macron             | LREM               | 17,97              | Fillon             | LR                 | 9,92               | Hamon              | PS                 | 8,24               |
| 2017                                               | 2017 | Macron    | LREM    | 63,29 | Le Pen     | FN   | 36,71 | Résultats complets | Résultats complets | Résultats complets | Résultats complets | Résultats complets | Résultats complets | Résultats complets | Résultats complets | Résultats complets |
| 2022                                               | 2022 | Mélenchon | LFI     | 40,91 | Macron     | LREM | 19,77 | Le Pen             | RN                 | 16,99              | Jadot              | EELV               | 4,29               | Lassalle           | RES                | 4,00               |
| 2022                                               | 2022 | Le Pen    | RN      | 50,69 | Macron     | LREM | 49,31 | Résultats complets | Résultats complets | Résultats complets | Résultats complets | Résultats complets | Résultats complets | Résultats complets | Résultats complets | Résultats complets |
| En gras, candidat élu ou réélu au niveau national. |      |           |         |       |            |      |       |                    |                    |                    |                    |                    |                    |                    |                    |                    |

### Élections européennes
|      | Tour unique | Tour unique | Tour unique | Tour unique | Tour unique | Tour unique | Tour unique | Tour unique | Tour unique | Tour unique | Tour unique | Tour unique | Tour unique | Tour unique | Tour unique | Tour unique | Source |
| 1er  | 1er         | 1er         | %           | 2e          | 2e          | %           | 3e          | 3e          | %           | 4e          | 4e          | %           | 5e          | 5e          | %           |             | Source |
| ---- | ----------- | ----------- | ----------- | ----------- | ----------- | ----------- | ----------- | ----------- | ----------- | ----------- | ----------- | ----------- | ----------- | ----------- | ----------- | ----------- | ------ |
| 1979 | 1979        |             | UDF         | 57,55       |             | PS          | 26,22       |             | RPR         | 10,91       |             | PCF         | 3,50        |             | DVD         | 1,80        |        |
| 1984 | 1984        |             | UDF         | 56,23       |             | PS          | 18,15       |             | ERE         | 17,69       |             | FN          | 5,21        |             | PCF         | 1,86        |        |
| 1989 | 1989        |             | PS          | 27,96       |             | UDF         | 26,35       |             | LV          | 19,24       |             | Centre      | 16,87       |             | FN          | 3,50        |        |
| 1994 | 1994        |             | UDF         | 34,51       |             | MRG         | 22,05       |             | PS          | 17,00       |             | DVD         | 10,10       |             | FN          | 4,88        |        |
| 1999 | 1999        |             | PS          | 28,23       |             | UDF         | 26,78       |             | LV          | 14,21       |             | RPR         | 11,84       |             | RPF         | 5,46        |        |
| 2004 | 2004        |             | LV          | 29,50       |             | UMP         | 21,40       |             | PS          | 19,23       |             | UDF         | 11,00       |             | FN          | 7,86        |        |
| 2009 | 2009        |             | UMP         | 33,78       |             | PS          | 28,85       |             | EÉ          | 21,36       |             | MoDem       | 8,83        |             | MPF         | 3,70        |        |
| 2014 | 2014        |             | PS          | 29,73       |             | UMP         | 29,34       |             | FN          | 15,44       |             | UDI         | 13,77       |             | LO          | 4,76        |        |
| 2019 | 2019        |             | RN          | 24,02       |             | LREM        | 18,27       |             | EÉLV        | 14,50       |             | LFI         | 11,90       |             | PS          | 10,97       |        |
| 2024 | 2024        |             | RN          | 25,61       |             | PS-PP       | 20,82       |             | ENS         | 14,47       |             | LFI         | 10,95       |             | LÉ          | 5,87        |        |

### Élections législatives
|                      |                            |      |            |             |                    |  |  |  |
| Quatrième République |                            |      |            |             |                    |  |  |  |
| Ire                  | Dominique-Antoine Laurelli |      | MRP        | MRP         | n.c.               |  |  |  |
| IIe                  | Alain Savary               |      | SFIO       | SFIO        | n.c.               |  |  |  |
| IIIe                 | Alain Savary               | n.c. | SFIO       | SFIO        |                    |  |  |  |
| Cinquième République |                            |      |            |             |                    |  |  |  |
| Ire                  | Alain Savary               |      | PSA        | SOC         | n.c.               |  |  |  |
| Ire                  | Dominique-Antoine Laurelli |      | UNR        | UNR         | n.c.               |  |  |  |
| IIe                  | Albert Briand              |      | IND        | NI          | n.c.               |  |  |  |
| IIe                  | Siège vacant               |      |            |             |                    |  |  |  |
| IIe                  | Albert Briand              |      | IND        | NI          | Henry Le Besnerais |  |  |  |
| IIe                  | Henry Le Besnerais         |      | IND        | NI          | n.c.               |  |  |  |
| IIIe                 | Jacques-Philippe Vendroux  |      | UD-Ve      | UD-Ve       | n.c.               |  |  |  |
| IVe                  | Jacques-Philippe Vendroux  | UDR  | UDR        | n.c.        |                    |  |  |  |
| Ve                   | Frédéric Gabriel-Sabatier  |      | CDP        | UC          | n.c.               |  |  |  |
| VIe                  | Marc Plantegenest          | DIT  | SE         | NI          | Émile Letournel    |  |  |  |
| VIIe                 | Albert Pen                 | DIT  | PS (app.)  | SOC         | Émile Letournel    |  |  |  |
| VIIIe                | Albert Pen                 | DIT  | PS (app.)  | SOC         | n.c.               |  |  |  |
| VIIIe                | Gérard Grignon             | AD   | UDF        | UDF         | n.c.               |  |  |  |
| IXe                  | Gérard Grignon             | AD   | UDF        | UDC         | Bernard Le Soavec  |  |  |  |
| Xe                   | Gérard Grignon             | AD   | UDF        | UDFC        | n.c.               |  |  |  |
| XIe                  | Gérard Grignon             | AD   | UDF        | UDF         | n.c.               |  |  |  |
| XIIe                 | Gérard Grignon             | AD   | UMP (app.) | UMP (app.)  | Stéphane Artano    |  |  |  |
| XIIIe                | Annick Girardin            | CSA  | PRG        | SRC (app.)  | Catherine Pen      |  |  |  |
| XIVe                 | Annick Girardin            | CSA  | PRG        | RRDP        | Catherine Pen      |  |  |  |
| XIVe                 | Catherine Pen              | CSA  | PRG        |             | —                  |  |  |  |
| XIVe                 | Annick Girardin            | CSA  | PRG        | RRDP        | Stéphane Claireaux |  |  |  |
| XIVe                 | Stéphane Claireaux         | CSA  | PRG        | RRDP        | —                  |  |  |  |
| XVe                  | Annick Girardin            | CSA  | MR         | LREM (app.) | Stéphane Claireaux |  |  |  |
| XVe                  | Stéphane Claireaux         | CSA  | MR         | LREM        | —                  |  |  |  |
| XVIe                 | Stéphane Lenormand         | AD   | R&PS       | LIOT        | Sandy Skinner      |  |  |  |
| XVIIe                | Stéphane Lenormand         | AD   | R&PS       | LIOT        | Sandy Skinner      |  |  |  |

### Élections cantonales et territoriales
- Élections territoriales de 2022 :

| Listes                   | Listes                   | Têtes de liste           | Premier tour | Premier tour | Second tour | Second tour | Sièges | +/-           |
| Listes                   | Listes                   | Têtes de liste           | Voix         | %            | Voix        | %           | Sièges | +/-           |
| ------------------------ | ------------------------ | ------------------------ | ------------ | ------------ | ----------- | ----------- | ------ | ------------- |
|                          | Archipel demain          | Bernard Briand           | 1 529        | 45,92        | 1 991       | 51,78       | 15     | 2             |
|                          | Cap sur l'avenir         | Annick Girardin          | 1 231        | 36,97        | 1 466       | 38,13       | 4      | 2             |
|                          | Ensemble pour construire | Patrick Lebailly         | 570          | 17,12        | 388         | 10,09       | 0      | Nv.           |
|                          |                          |                          |              |              |             |             |        |               |
| Votes exprimés           | Votes exprimés           | Votes exprimés           | 3 330        | 97,00        | 3 845       | 98,49       |        |               |
| Votes blancs et nuls     | Votes blancs et nuls     | Votes blancs et nuls     | 103          | 3,00         | 59          | 1,51        |        |               |
| Total                    | Total                    | Total                    | 3 433        | 100,00       | 3 904       | 100,00      | 19     | en stagnation |
| Abstentions              | Abstentions              | Abstentions              | 1 569        | 31,37        | 1 097       | 21,94       |        |               |
| Inscrits / participation | Inscrits / participation | Inscrits / participation | 5 002        | 68,63        | 5 001       | 78,06       |        |               |

- Élections territoriales de 2017 :

|                          | Archipel demain          | Stéphane Artano          | 2 324 | 70,17  | 17 | 2             |  |  |
|                          | Cap sur l'avenir         | Matthew Reardon          | 988   | 29,83  | 2  | 2             |  |  |
|                          |                          |                          |       |        |    |               |  |  |
| Votes exprimés           | Votes exprimés           | Votes exprimés           | 3 312 | 92,36  |    |               |  |  |
| Votes blancs             | Votes blancs             | Votes blancs             | 169   | 4,71   |    |               |  |  |
| Votes nuls               | Votes nuls               | Votes nuls               | 105   | 2,93   |    |               |  |  |
| Total                    | Total                    | Total                    | 3 586 | 100,00 | 19 | en stagnation |  |  |
| Abstentions              | Abstentions              | Abstentions              | 1 426 | 28,37  |    |               |  |  |
| Inscrits / participation | Inscrits / participation | Inscrits / participation | 5 012 | 71,63  |    |               |  |  |

- Élections territoriales de 2012 :

|                          | Archipel demain          | Stéphane Artano          | 1 937 | 52,55  | 15 | 1             |  |  |
|                          | Cap sur l'avenir         | Annick Girardin          | 1 749 | 47,45  | 4  | 2             |  |  |
|                          |                          |                          |       |        |    |               |  |  |
| Votes exprimés           | Votes exprimés           | Votes exprimés           | 3 686 | 95,20  |    |               |  |  |
| Votes blancs et nuls     | Votes blancs et nuls     | Votes blancs et nuls     | 186   | 4,80   |    |               |  |  |
| Total                    | Total                    | Total                    | 3 872 | 100,00 | 19 | en stagnation |  |  |
| Abstentions              | Abstentions              | Abstentions              | 1 048 | 21,30  |    |               |  |  |
| Inscrits / participation | Inscrits / participation | Inscrits / participation | 4 920 | 78,70  |    |               |  |  |

- Élections cantonales de 2006 :

|                          | Archipel demain          | Stéphane Artano          | 2 049 | 66,27  | 16 | 11            |  |  |
|                          | Cap sur l'avenir         | Annick Girardin          | 939   | 30,37  | 2  | en stagnation |  |  |
|                          | Ensemble pour construire | Stéphane Coste           | 104   | 3,36   | 1  | 11            |  |  |
|                          |                          |                          |       |        |    |               |  |  |
| Votes exprimés           | Votes exprimés           | Votes exprimés           | 3 091 | 89,31  |    |               |  |  |
| Votes blancs et nuls     | Votes blancs et nuls     | Votes blancs et nuls     | 370   | 10,69  |    |               |  |  |
| Total                    | Total                    | Total                    | 3 461 | 100,00 | 19 | en stagnation |  |  |
| Abstentions              | Abstentions              | Abstentions              | 1 404 | 28,86  |    |               |  |  |
| Inscrits / participation | Inscrits / participation | Inscrits / participation | 4 865 | 71,14  |    |               |  |  |

- Élections cantonales de 2000 :

| Liste                    | Liste                                    | Tête de liste            | Premier tour | Premier tour | Second tour | Second tour | Sièges | +/-           |
| Liste                    | Liste                                    | Tête de liste            | Voix         | %            | Voix        | %           | Sièges | +/-           |
| ------------------------ | ---------------------------------------- | ------------------------ | ------------ | ------------ | ----------- | ----------- | ------ | ------------- |
|                          | Défense des intérêts de l'archipel       | Marc Plantegenest        | 1 417        | 42,41        | 1 524       | 45,90       | 12     | 8             |
|                          | Archipel demain                          | Bernard Le Soavec        | 999          | 29,90        | 958         | 28,86       | 5      | 10            |
|                          | Cap sur l'avenir                         | Annick Girardin          | 868          | 25,98        | 838         | 25,24       | 2      | 2             |
|                          | Rassemblement des contribuables français |                          | 57           | 1,71         |             |             |        |               |
|                          |                                          |                          |              |              |             |             |        |               |
| Votes exprimés           | Votes exprimés                           | Votes exprimés           | 3 341        | 93,90        | 3 320       | 97,68       |        |               |
| Votes blancs et nuls     | Votes blancs et nuls                     | Votes blancs et nuls     | 217          | 6,10         | 79          | 2,32        |        |               |
| Total                    | Total                                    | Total                    | 3 558        | 100,00       | 3 399       | 100,00      | 19     | en stagnation |
| Abstentions              | Abstentions                              | Abstentions              | 1 048        | 22,75        | 701         | 17,10       |        |               |
| Inscrits / participation | Inscrits / participation                 | Inscrits / participation | 4 606        | 77,25        | 4 100       | 82,90       |        |               |

### Élections municipales
| Commune           | Parti (2020) | Parti (2014) | Parti (2008) | Parti (2001) | Parti (1995) | Parti (1989) | Parti (1983) | Parti (1977) |
| ----------------- | ------------ | ------------ | ------------ | ------------ | ------------ | ------------ | ------------ | ------------ |
| Saint-Pierre      | CSA          | EPC          | EPC          | EPC          | DIA          | DIA          | DIA          | DIA          |
| Miquelon-Langlade | CSA          | DIV          | EPC          | AD           | n.c.         | AD           | n.c.         | n.c.         |

Remarques
1. ↑  Marc Plantegenest, adjoint au maire, remplace Albert Pen démissionnaire à partir du 8 décembre 1998.
2. ↑  Faute de candidats lors des élections municipales de 2020, le préfet nomme le 10 juin une délégation spéciale présidée par Yannis Coste, ancien premier adjoint. En septembre, un scrutin municipal est convoqué et le 18 septembre, Franck Detcheverry (Cap sur l'avenir) est élu maire par le conseil municipal.
3. ↑  En novembre 2017, Jean de Lizarraga quitte ses fonctions de maire et est remplacé par sa première adjointe Danièle Gaspard.
4. ↑  De juin 1995 à janvier 1996, une commission administrative gère les affaires courantes de la commune. À l'issue de cette période transitoire, une élection municipale est organisée et Yvon Detcheverry est élu premier édile.

### Référendums
Référendum sur le traité établissant une constitution pour l'Europe
29 mai 2005
| OUI 1 139 (62,69 %) |  |  | NON 678 (37,31 %) |
| ▲                   |  |  |                   |

Référendum sur le quinquennat présidentiel
24 septembre 2000
| OUI 488 (84,58 %) |  |  | NON 89 (15,42 %) |
| ▲                 |  |  |                  |

Référendum sur le traité de Maastricht
20 septembre 1992
| OUI 215 (64,18 %) |  |  | NON 120 (35,82 %) |
| ▲                 |  |  |                   |